# Rojas, Argentina
Rojas är en kommunhuvudort i Argentina.   Den ligger i provinsen Buenos Aires, i den centrala delen av landet, 220 km väster om huvudstaden Buenos Aires. Rojas ligger 73 meter över havet och antalet invånare är 19 766.
Terrängen runt Rojas är mycket platt. Det finns inga andra samhällen i närheten.
Trakten runt Rojas består till största delen av jordbruksmark. Runt Rojas är det glesbefolkat, med 11 invånare per kvadratkilometer.